# Dudelsackbruch
Koordinaten: 49° 45′ 10″ N, 7° 12′ 0″ O
Das Naturschutzgebiet Dudelsackbruch liegt im Landkreis Birkenfeld in Rheinland-Pfalz. Das etwa 23 ha große Gebiet, das im Jahr 1987 unter Naturschutz gestellt wurde, erstreckt sich östlich der Ortsgemeinde Allenbach. Nordwestlich verläuft die die B 422. Schutzzweck ist die Erhaltung des Erlenbruches als Standort seltener in ihrem Bestand bedrohter wildwachsender Pflanzen und Pflanzengesellschaften.